# 아리스가와노미야 오리히토 친왕

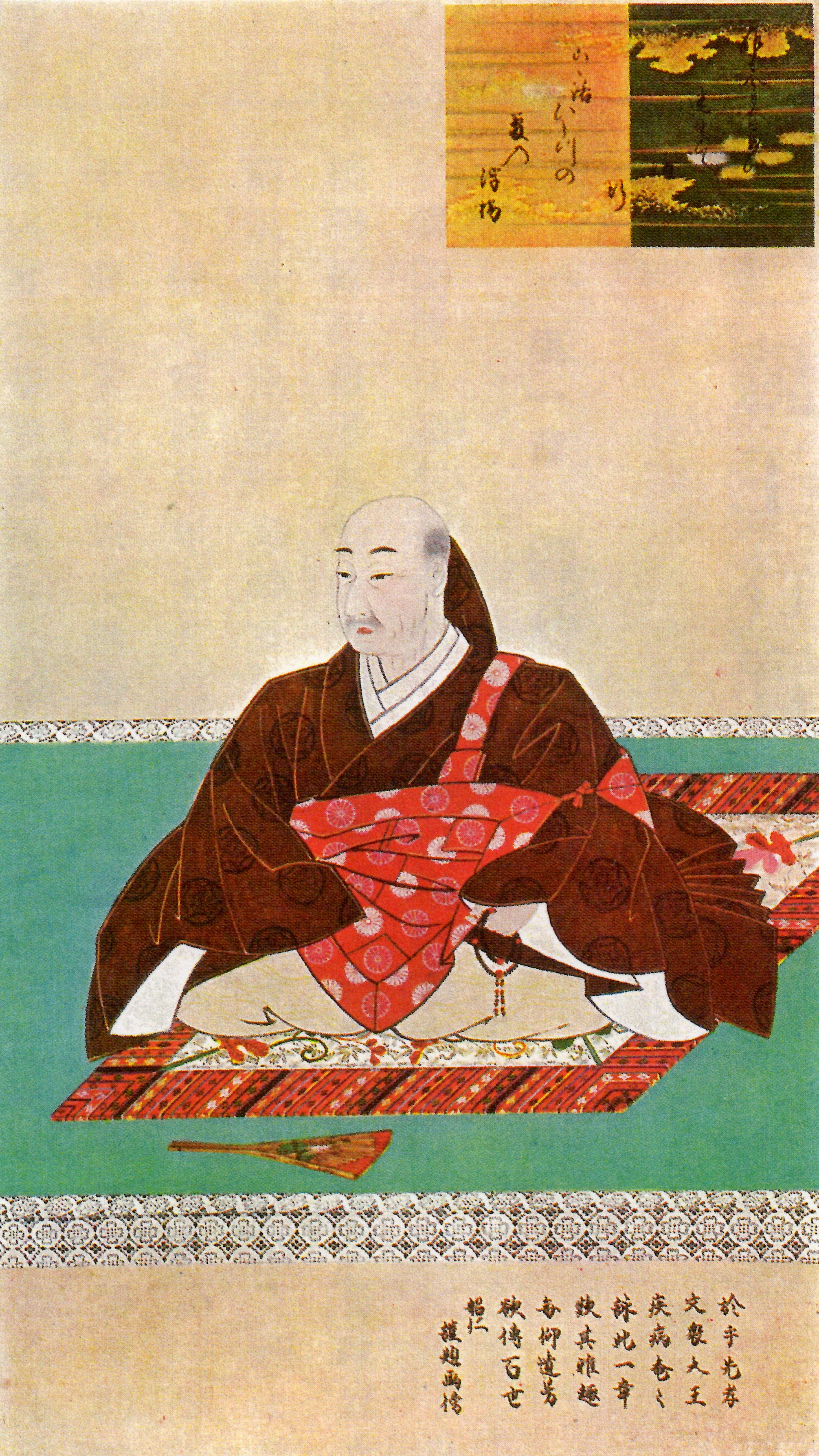
아리스가와노미야 오리히토 친왕

아리스가와노미야 오리히토 친왕(일본어: 有栖川宮織仁親王, 1754년 8월 19일 ~ 1820년 4월 2일)은 에도 시대의 황족이다. 아리스가와노미야 제6대 당주. 요리히토 친왕의 제7왕자이며 옛 에도 막부 쇼군이었던 도쿠가와 요시노부 공작의 외조부이다.
| 전임 아리스가와노미야 요리히토 친왕 | 아리스가와노미야 당주 | 후임 아리스가와노미야 쓰나히토 친왕 |